# Michael Breitkopf

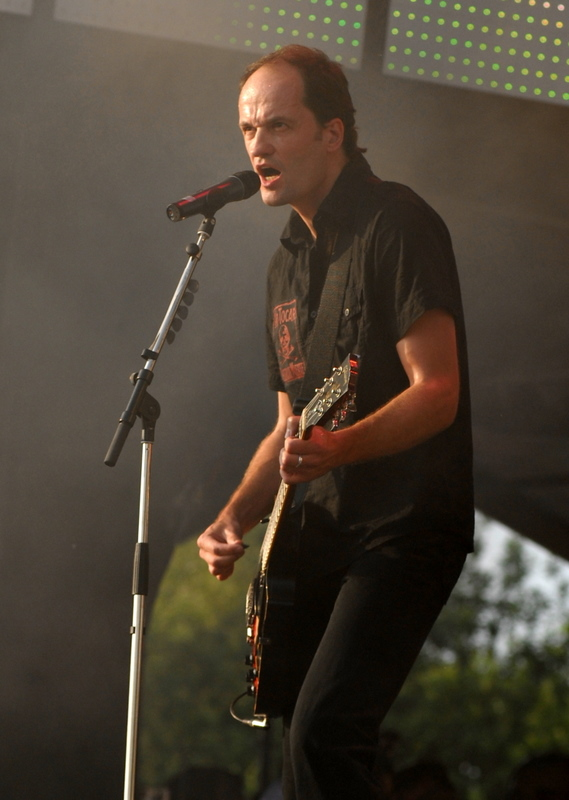
Michael Breitkopf,
7. Juni 2007 in Rostock

Michael Breitkopf, genannt Breiti (* 6. Februar 1964 in Düsseldorf), ist ein deutscher Musiker. Er ist Gründungsmitglied und Gitarrist der Band Die Toten Hosen. Zuvor spielte er bei „Aram und die Schaffner“.

## Biografie

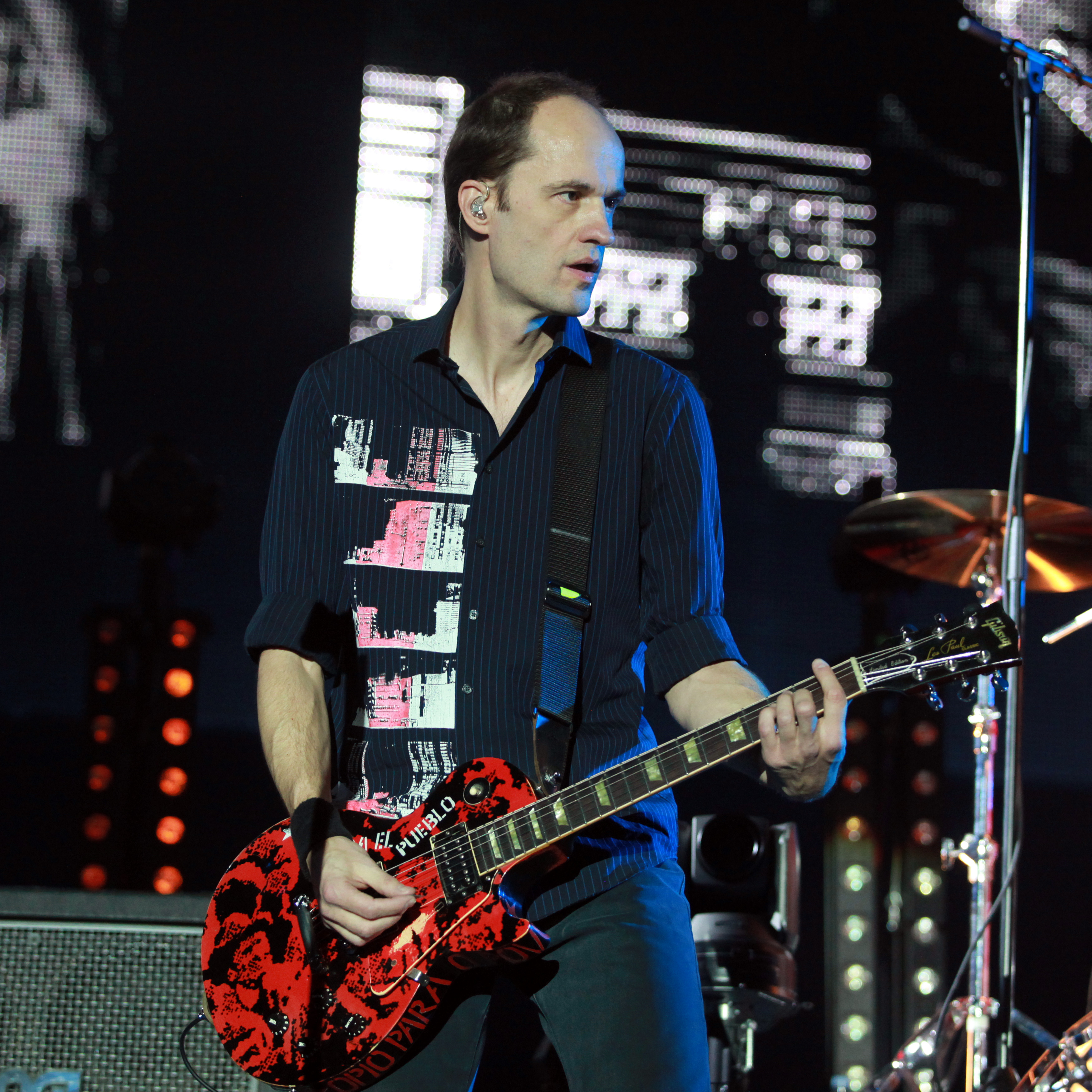
Michael Breitkopf (2012)

Michael Breitkopf ist Sohn eines kaufmännischen Angestellten und wuchs mit zwei älteren Brüdern in Düsseldorf-Derendorf auf. Als Jugendlicher interessierte er sich hauptsächlich für Sport und wollte eigentlich Fußballprofi werden. Nach einer Entzündung der Achillessehne schenkten ihm seine Eltern eine Gitarre und er begann täglich nach Anleitung des Buches von Peter Bursch zu üben.
Breitkopf besuchte das Humboldt-Gymnasium und schloss dort erfolgreich mit dem Abitur ab. In der achten Klasse hatte er Campino kennengelernt, der Punkrockplatten aus England mit in die Schule brachte. Er konnte sich für diese Art von Musik begeistern und übte weiter Gitarre. Bei Gründung der Toten Hosen machte Trini Trimpop Campino bei Durchsicht der Aufnahme vom ZK-Abschiedsgig in Neuss auf einen Fan aufmerksam, der wild eine Fahne schwenkte und laut grölte. Campino erkannte in ihm seinen Schulfreund Michael Breitkopf, rief ihn an und bat ihn, der Band beizutreten. Michael Breitkopf leistete seinen Zivildienst in dem LVR-Klinikum Düsseldorf in Ludenberg.
Breitkopf spricht fließend Spanisch, übernimmt die Ansagen bei den Gastspielen in Argentinien und gibt Interviews für die Band in den spanischsprachigen Ländern. Er hat neben seiner Tätigkeit als Gitarrist zudem die Funktion des Kassenwarts der Band und ist hauptsächlich verantwortlich für die gemeinsamen Aktionen mit der Menschenrechtsorganisation Pro Asyl.
Für eine ausführliche Diskografie Michael Breitkopfs als Musiker der Band Die Toten Hosen siehe

## Familie
Michael Breitkopfs Bruder Johannes ist zum Teil für das Design der Gitarren verantwortlich, gestaltet die Bühnenbilder der Band Die Toten Hosen und ist am Entwurf verschiedener Albencover beteiligt.